# تي جاي فولر
تي جاي فولر (بالإنجليزية: T. J. Fowler)‏ هو موسيقي أمريكي، ولد في 18 سبتمبر 1910 في كولومبوس في الولايات المتحدة، وتوفي في 22 مايو 1982 في ديترويت في الولايات المتحدة.

## وصلات خارجية
- تي جاي فولر على موقع ميوزك برينز (الإنجليزية)
- تي جاي فولر على موقع أول ميوزيك (الإنجليزية)
- تي جاي فولر على موقع ديسكوغز (الإنجليزية)